# Monte Heng (Shanxi)
Il Monte Heng (恆山T, 恒山S, Héng shānP) è una montagna della provincia dello Shanxi, in Cina. È la più settentrionale delle cinque Grandi Montagne comprese tra i Monti sacri della Cina: ciò si deve alla presenza di comunità monastiche, testimoniata anche dal Tempio sospeso, importante luogo di culto situato sulle sue pendici. Durante il periodo di occupazione da parte delle popolazioni non Han, i riti furono praticati nel tempio di Beiyue, a Quyang, Hebei.